# Локшина, Елена Гавриловна
Елена Гавриловна Локшина (11 ноября 1918,  город Александровск-Грушевский, ныне г.Шахты, Ростовская область ― 25 октября 1999) ― врач-хирург, доктор медицинских наук, профессор, Заслуженный деятель науки Российской Федерации. Участник Великой Отечественной войны.

## Биография
Елена Гавриловна родилась 11 ноября 1918 года младшим ребенком в многодетной семье рабочих из города Александровск-Грушевский (современные Шахты Ростовской области). В 1939 году Елена Гавриловна Локшина с отличием окончила Ростовский государственный медицинский институт и была зачислена в аспирантуру кафедры нормальной физиологии (научный руководитель профессор Н.А. Рожанский), но началась Великая Отечественная война и обучение в аспирантуре было прервано. 
В 1941 году Елена Гавриловна добровольцем ушла на фронт, стала военно-полевым хирургом и до последнего дня Великой Отечественной войны была на передовой. Была дважды ранена. 
Хирург в медицинских подразделениях действующих воинских частей, воевала на Кавказе, в Румынии, Болгарии, Югославии, Венгрии, Австрии, Чехословакии. 
Из воспоминаний Елены Гавриловны Локшиной:

…корпус редко вел фронтальные бои. Обычно он выполнял задания по прорыву фронта, совершая глубокие рейды в тыл врага. Особенно памятна весна 1945 года, когда корпус дрался на подступах к Будапешту. Медсанбат расположился поблизости в Девичьем монастыре. В одной из многочисленных комнат каменного дома Елена Гавриловна быстро оборудовала операционную и дружным коллективом врачей и медсестер начала обработку поступающих раненых. Поток раненых увеличился. Привезли раненых сразу на нескольких машинах… Время остановилось. Раненым, казалось, не будет конца. От длительного стояния затекли ноги, от напряжения устали глаза. Нужно было передохнуть. Елена Гавриловна вышла на крыльцо. После душной операционной она глотнула свежего весеннего ветра. …Вдруг послышался голос замполита батальона: — Мы в окружении. В район дислокации батальона прорвались немецкие танки. Только что отправленная машина с ранеными была подорвана немцами. Елена Гавриловна остановилась в нерешительности. Что делать? Пробиваться со всеми из окружения. Ее растерянные глаза встретились с тревожными глазами раненого лейтенанта… Елена Гавриловна выдержала пристальный умоляющий взгляд лейтенанта и сказала: — Будем продолжать оперировать. Глубокой ночью были закончены операции у 5 раненых. Машина была отправлена и благополучно добралась до наших войск. Елена Гавриловна и медицинская сестра Шура с 2 автоматчиками через рощу выбрались из окружения. Проходя мимо монастыря, обнаружили, что в помещениях монастыря остановились немцы на ночлег…
Из воспоминаний внука санинструктора Зинаиды Сергеевны Антоновой:

…Они победили, иначе и не могло быть. Безвестные нивы, холмики, заросшие полынью, становились для них местом, которое нельзя отдать, за которое дерутся и умирают. Мы обязательно должны помнить имена героев: медсестра Ксения Захаровна Новикова-Игнатенко, военврач третьего ранга Елена Гавриловна Локшина, медсестра Мария Шулаева, военный хирург передвижного госпиталя Фаина Павловна Раимова… Слава им, солдатам милосердия!…
После демобилизации в 1946 году Елена Гавриловна работала ординатором хирургических отделений г. Мары (Туркменская ССР) и г. Сталинабада (Таджикская ССР).
В 1953 году при Таджикском медицинском институте окончила аспирантуру и защитила кандидатскую диссертацию. В 1956 году присвоено звание ― доцент. В 1958 году Локшина Е. Г. была избрана по конкурсу заведующей вновь созданной в институте кафедры травматологии, ортопедии и военно-полевой хирургии.
В 1963 году защитила в Минске докторскую диссертацию на тему «Экспериментальные и клинические наблюдения по пластике дефектов сухожилий», через год присвоено звание ― профессор.
В 1969 году  возвращается в альма-матер. В Ростовском медицинском институте Елена Гавриловна ― заведующий кафедрой травматологии, ортопедии и военно-полевой хирургии Ростовского медицинского института. В 1979 году на кафедре был открыт курс травматологии и ортопедии факультета усовершенствования врачей, 1500 врачей хирургов прошли на этом курсе специализацию и усовершенствование по травматологии и ортопедии.
С 1989 года  ― профессор кафедры травматологии, ортопедии и военно-полевой хирургии Ростовского медицинского института.
Под руководством профессора Е. Г. Локшиной защищено 20 кандидатских диссертаций и одна докторская, формируется областная школа травматологов-ортопедов, подготовлены сотни специалистов — в аспирантуре, ординатуре, на курсе повышения квалификации. В 1969 году Елена Гавриловна организовала Областное научно-практическое общество травматологов ортопедов и была его руководителем до 1997 года. Профессор Елена Гавриловна Локшина осуществляла большую консультативную помощь лечебным учреждениям города и области. В Ростове-на-Дону был построен городской Центр травматологии и оперативной ортопедии. 
Умерла Е. Г. Локшина  25 октября 1999 года.

## Публикации
Автор около 300 научных работ, среди которых монографии по пластической хирургии, проблеме остеомиелита. 
- Локшина, Елена Гавриловна. Новый способ аллопластики сухожилий [Текст] / Проф. Е. Г. Локшина. - Душанбе : [б. и.], 1965. - 109 с. : ил.; 21 см. - (Труды/ Таджик. гос. мед. ин-т им. Абуали ибн-Сино (Авиценны); Т. 70)
- Аллопластика вязаной капроновой сеткой [Текст] / Н. З. Монаков, Е. Г. Локшина. - Душанбе : [б. и.], 1964. - 76 с. : ил.; 22 см. - (Труды/ Тадж. мед. ин-т им. Абуали Ибн-Сино (Авиценны); Т. 65).

## Награды и звания
Е. Г. Локшина имеет 16 правительственных наград, грамотами Президиума Верховного Совета Таджикистана, администрации Ростовской области, Министерства здравоохранения СССР.
- Заслуженный деятель науки Российской Федерации,

- Доктор медицинских наук,

- Профессор,

- Заслуженный деятель науки Таджикской ССР (1968[2]).
- почётный член Ассоциации травматологов-ортопедов России